# ソフトバンク・イノベーション・ファンド
ソフトバンク・イノベーション・ファンド（SoftBank Innovation Fund）は、ソフトバンクグループなどの出資により設立されたラテンアメリカ市場に特化したテクノロジー投資ファンド。CEOはソフトバンクグループのCOOであるマルセロ・クラウレが兼務している。

## 概要
規模は50億ドルで、SBGから20億ドルを拠出し今後3年間で外部から30億ドル調達する。投資先はアルゼンチン、ブラジル、チリ、コロンビア、メキシコなどラテンアメリカ全域を想定している。投資分野は投資対象はヘルスケア、電子商取引、デジタル金融サービス、運輸、保険。ソフトバンク・ビジョン・ファンドの南米担当Andre Macielらと連携して投資をすすめている。

## 主な投資先
出資額は同じ投資ラウンドに出資した他社分を含む場合もある。
| 出資時期        | 企業名                              | 所在国           | 出資額         | 出資比率 | 事業内容                   | 備考                                        |
| --------------- | ----------------------------------- | ---------------- | -------------- | -------- | -------------------------- | ------------------------------------------- |
| 2019年 4月30日  | RAPPI (ラッピ)                      | コロンビアの旗   | 10億ドル       | -        | 宅配アプリサービス         | 企業価値評価不明 SVFとSIF5億ドル            |
| 2018年 10月16日 | Loggi (ロッジ)                      | ブラジルの旗     | 1億ドル        | -        | 宅配バイク便               | 企業価値評価不明                            |
| 2019年 6月5日   | Loggi (ロッジ)                      | ブラジルの旗     | 1億5,000万ドル | -        | 宅配バイク便               | 企業価値10億ドル評価 SIF5000万ドル 追加出資 |
| 2019年 5月6日   | Clip (クリップ)                     | メキシコの旗     | 2,000万ドル    | -        | 決済会社                   | 企業価値4億ドル評価                         |
| 2019年 6月12日  | Gympass (ジムパス)                  | ブラジルの旗     | 3億ドル        | -        | フィットネスジム           | 企業価値10億ドル超評価                      |
| 2019年 7月10日  | Creditas (クレジタス)               | ブラジルの旗     | 2億3100万ドル  | -        | オンライン金融会社         | 企業価値7億5,000万ドル評価                  |
| 2019年 7月29日  | Banco Inter (バンコ・インター)      | ブラジルの旗     | ３億1849万ドル | 8.10％   | オンライン金融             | 企業価値評価不明                            |
| 2019年 9月16日  | Banco Inter (バンコ・インター)      | ブラジルの旗     | -              | 14.94％  | オンライン金融             | 企業価値評価不明 追加出資                   |
| 2019年 8月8日   | Volanty                             | ブラジルの旗     | 1,760万ドル    | -        | オンライン中古車販売       | 企業価値評価不明                            |
| 2019年 9月17日  | madeiramadeira (マデイラ・マデイラ) | ブラジルの旗     | 1億1,000万ドル | -        | ECサイト                   | 企業価値評価不明                            |
| 2019年 9月9日   | QuintoAndar (キントアンダール)      | ブラジルの旗     | 2億5,000万ドル | -        | 賃貸住宅                   | 企業価値10億ドル超評価                      |
| 2019年 10月2日  | Buser (ブーゼル)                    | ブラジルの旗     | -              | -        | チャーターバス配車         | 企業価値評価不明                            |
| 2019年 10月14日 | Kavak (カバック)                    | メキシコの旗     | -              | -        | 中古車販売                 | 企業価値評価不明                            |
| 2019年 10月23日 | Olist (オリスト)                    | ブラジルの旗     | 4,670万ドル    | -        | EC仮想店舗インテグレーター | 企業価値評価不明                            |
| 2019年 11月22日 | VTEX                                | ブラジルの旗     | 1億4,000万ドル | -        | eコマース支援              | 企業価値評価不明                            |
| 2019年 11月25日 | Uala (ウアラ)                       | アルゼンチンの旗 | 1億5,000万ドル | -        | 個人資産管理アプリ         | 企業価値評価不明                            |
| 2019年 12月3日  | Konfio (コンフィオ)                 | メキシコの旗     | 1億ドル        | -        | 中小企業向け銀行           | 企業価値評価不明                            |
| 2020年 1月26日  | AlphaCredit (アルファクレジット)    | メキシコの旗     | 1億2,500万ドル | -        | 中小企業向け金融           | 企業価値評価不明                            |